# Unitre - Università della Terza Età
L'UNITRE - Università delle Tre Età è una associazione di promozione sociale italiana.

## Storia
Venne costituita a Torino nel 1975. L'obiettivo fondamentale di questa istituzione è accogliere e motivare le persone di qualunque età, emarginate o espulse dal ciclo produttivo. L'Unitre le rende attive e motivate affinché, partecipando a uno o più progetti, sappiano trasformarsi da "forza lavoro" in "forza-cultura" per avere modo di liberare la propria creatività, riappropriandosi di ruoli significativi e di un tempo libero ritrovato che non ha età. Oggi l'UNITRE è una Associazione di Promozione Sociale che vanta quasi 80.000 associati distribuiti nelle circa 350 sedi presenti sul territorio italiano.